# Iglesia de Santiago del Arrabal (Toledo)
La iglesia de Santiago el Mayor o de Santiago del Arrabal  es una iglesia católica de la ciudad española de Toledo, junto a la Puerta Nueva de Bisagra, en la zona norte del casco histórico de la ciudad. Construida en la segunda mitad del siglo XIII, bajo el mecenazgo de Sancho II, rey de Portugal, se trata de una de las mejores muestras del mudéjar toledano. Está catalogada como bien de interés cultural.

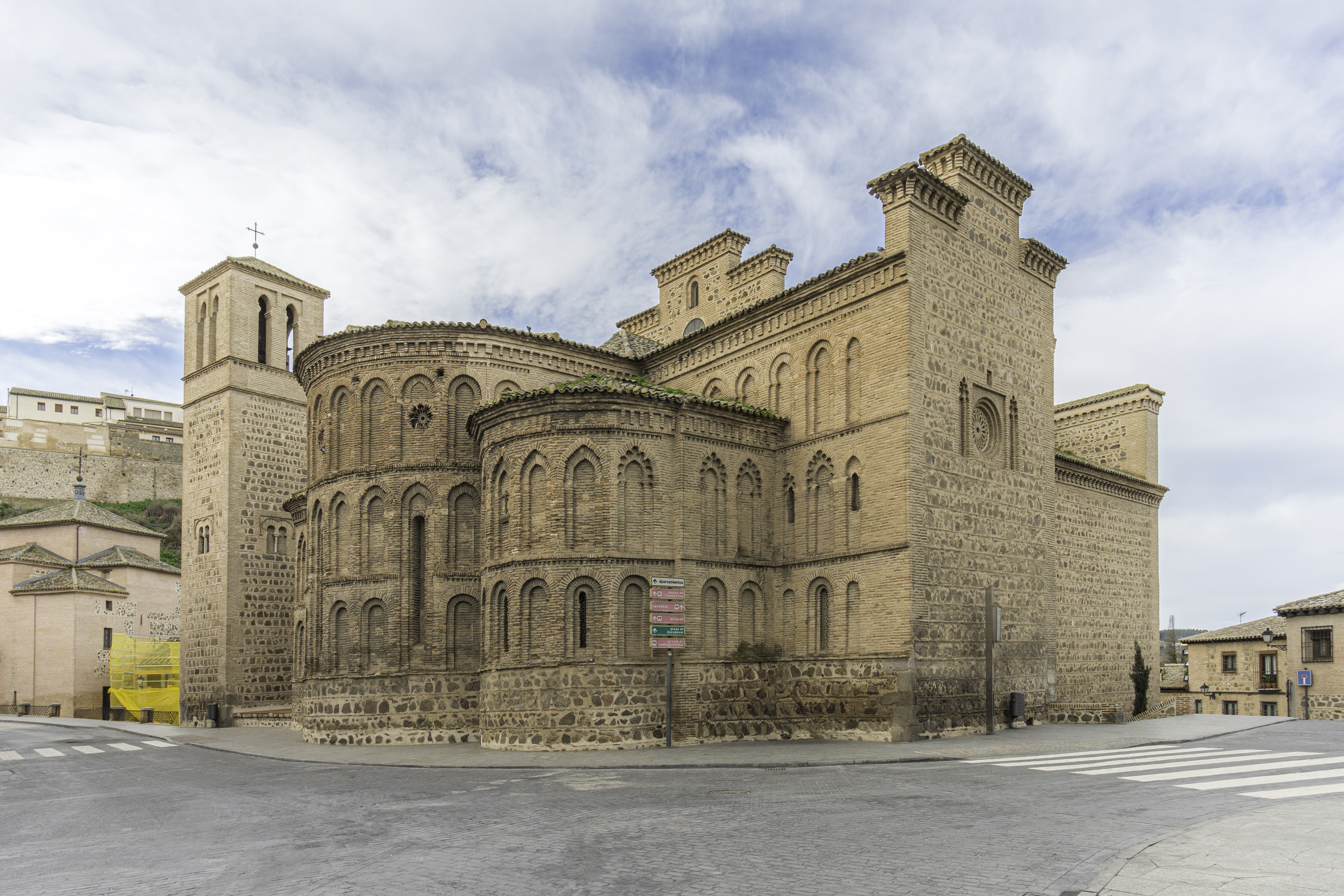
Triple ábside.

Su ubicación, cercana a la Puerta de Bisagra Vieja y en un antiguo barrio musulmán, apunta a que la iglesia debió construirse en el lugar de un primigenio templo, quizá una mezquita. De su localización también proviene el nombre, al encontrarse en el pasado a las entonces afueras de la antigua ciudad, en los arrabales.
Tiene muros de mampostería y ladrillo con puertas enmarcadas en arcos de herradura polilobulados. Cuenta con tres ábsides semicirculares cuyos exteriores los constituyen pisos de arcos de distintos tipos (de medio punto, apuntados y polilobulados). En el interior hay símbolos árabes como la ‘mano de Fátima’ o inscripciones en el techo de madera. Los arcos de las naves son góticos, igual que la bóveda del crucero. El retablo es renacentista con decoración plateresca, obra de Francisco de Espinosa con imágenes de las vidas de Cristo y del apóstol Santiago el Mayor.

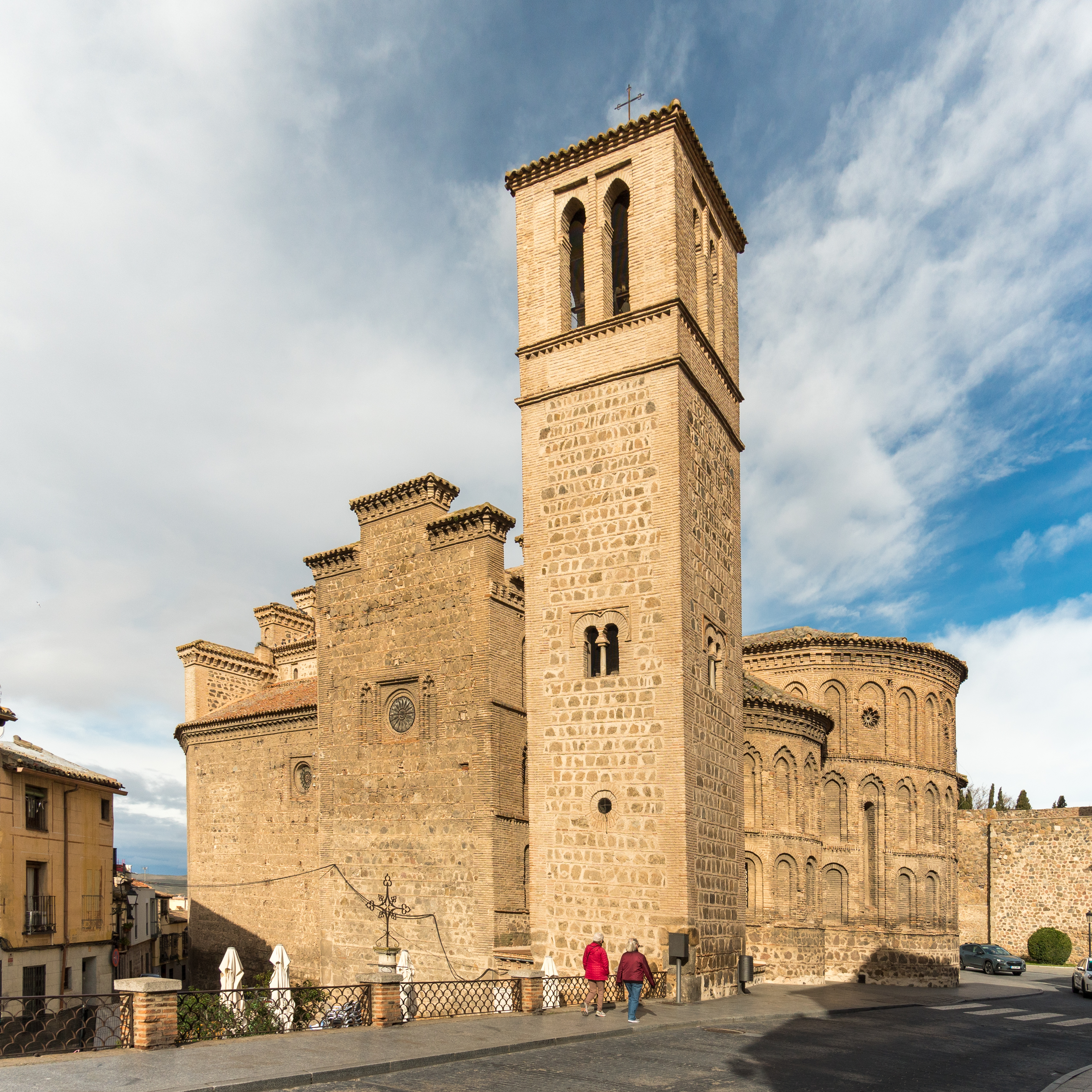
Torre campanario.

En el siglo XX se realizaron diversas restauraciones y obras de reurbanización en el entorno, lo que desembarazó el templo de construcciones anejas y quedó exenta e independiente de la Puerta de Bisagra, a la que estaba unida.
San Vicente Ferrer predicó en este templo, llevando a sus fieles a cristianizar forzosamente la sinagoga en 1405, posteriormente convertida en iglesia con el nombre de Santa María la Blanca.